# HMS Rocket (H92)
HMS Rocket (H92/F191) là một tàu khu trục lớp R của Hải quân Hoàng gia Anh Quốc trong Chiến tranh Thế giới thứ hai. Sau khi chiến tranh kết thúc, nó được cải biến thành một tàu frigate Kiểu 15 vào năm 1952, cho vai trò chống tàu ngầm với ký hiệu lườn mới F191, và phục vụ cho đến năm 1967 khi bị bán để tháo dỡ.

## Thiết kế và chế tạo
Được đặt hàng vào ngày 2 tháng 4 năm 1940 như một phần của Chương trình Khẩn cấp Chiến tranh thuộc Chi hạm đội Khẩn cấp 4, Rocket được đặt lườn bởi xưởng tàu của hãng Scotts Shipbuilding and Engineering Company ở Greenock, Scotland vào ngày 14 tháng 3 năm 1941. Nó được hạ thủy vào ngày 28 tháng 10 năm 1942 và nhập biên chế cùng Hải quân Hoàng gia vào ngày 4 tháng 8 năm 1943.

## Lịch sử hoạt động
Rocket đã đối đầu với các tàu phóng lôi Đức trong eo biển Manche vào tháng 10 năm 1943, trong một trận chiến mà các chiếc HMS Charybdis và HMS Limbourne bị mất. Limbourne đã bị Rocket đắnh đắm sau khi nó chết đứng giữa biển, nhằm tránh cho nó không bị lọt vào tay đối phương.
Đi đến Ấn Độ Dương vào tháng 1 năm 1944, Rocket tham gia vào cuộc bắn phá Sabang vào ngày 25 tháng 7 năm 1944 và xuống quần đảo Andaman trong tháng 2 và tháng 3 năm 1945.
Sau chiến tranh, Rocket được cải biến thành một tàu frigate Kiểu 15 vào năm 1952, cho vai trò chống tàu ngầm với ký hiệu lườn mới F191. Vào năm 1953, nó đã tham gia cuộc Duyệt binh Hạm đội tại Spithead nhân dịp lễ Đăng quang của Nữ hoàng Elizabeth II. Sau cùng, Rocket bị tháo dỡ tại Dalmuir vào tháng 3 năm 1967.

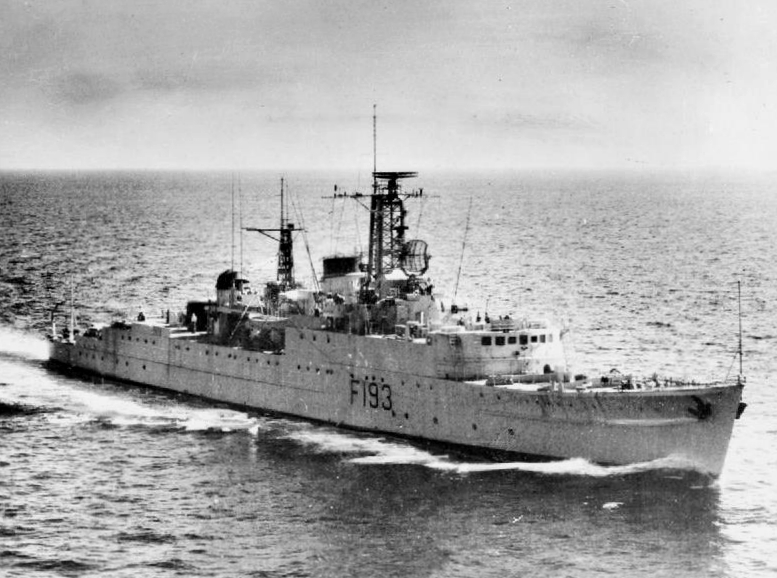
HMS Rocket (F193) sau khi cải biến thành một tàu frigate Kiểu 15